# Violaciones de derechos humanos de la dictadura militar (Chile)
Las violaciones a los derechos humanos durante la dictadura militar en Chile son aquellos crímenes contra la humanidad que tuvieron lugar durante la dictadura militar liderada por el general Augusto Pinochet, la cual se extendió entre el 11 de septiembre de 1973 y el 11 de marzo de 1990. 
Durante este período, efectivos de las tres ramas de las FF.AA. bajo el mando de Gustavo Leigh, funcionarios de Carabineros y agentes de civil miembros de las policías secretas de la dictadura militar (la DINA y la CNI) efectuaron una política de genocidio sistemático, prolongado, masificado y de persecución, encarcelamiento, secuestro, tortura, asesinato, desaparición forzada y en última instancia el exterminio de opositores políticos a la dictadura. Con el fin de ocultar o desligarse de la responsabilidad de dichos crímenes, el régimen recurrió sistemáticamente a estrategias como la creación de falsos enfrentamientos, la censura y la desinformación. 
De acuerdo a los informes de la Comisión de Verdad y Reconciliación (conocido como «Informe Rettig»), la Corporación Nacional de Reparación y Reconciliación, y la Comisión Nacional sobre Prisión Política y Tortura («Informe Valech)», la cifra oficial de víctimas directas ascendería a 31 686 personas, de las cuales 28 459 casos fueron víctimas de tortura y 3227 casos fueron víctimas ejecutadas o desaparecidas (2125 muertos y 1102 desaparecidos). 
Además, unas 200 000 personas habrían sufrido el exilio y un número indeterminado habría pasado por centros clandestinos de detención y tortura. Las cifras varían mucho y siguen siendo solo un punto de referencia cuestionable. Bajo los informes de las comisiones, no es posible aclarar si los casos de víctimas de detenidos desaparecidos corresponden efectivamente a casos de víctimas con resultado de muerte, porque en la mayoría de estos casos, no es posible encontrar los cuerpos para comprobar este hecho.

## Contexto histórico

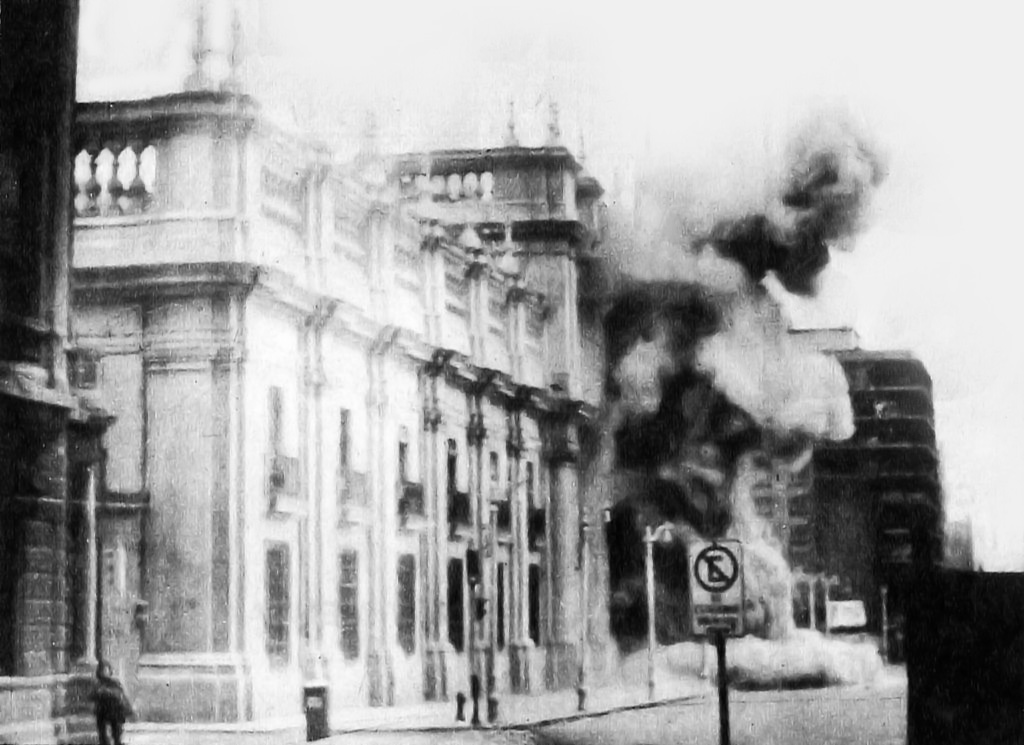
Bombardeo del Palacio de La Moneda durante el golpe de Estado del 11 de septiembre de 1973.

El 11 de septiembre de 1973, un golpe de Estado al mando de los comandantes en jefe de las Fuerzas Armadas terminó con el gobierno constitucional del presidente Salvador Allende, el que enfrentaba una grave crisis económica y política. Unidades blindadas y de infantería del Ejército atacaron diversos edificios gubernamentales, incluyendo el Palacio de La Moneda, sede del Poder Ejecutivo, el cual fue bombardeado por aviones de la Fuerza Aérea (FACh). Tras el bombardeo de la sede presidencial y la inminente victoria de las unidades golpistas, Allende se suicidó y la resistencia en el Palacio fue neutralizada.

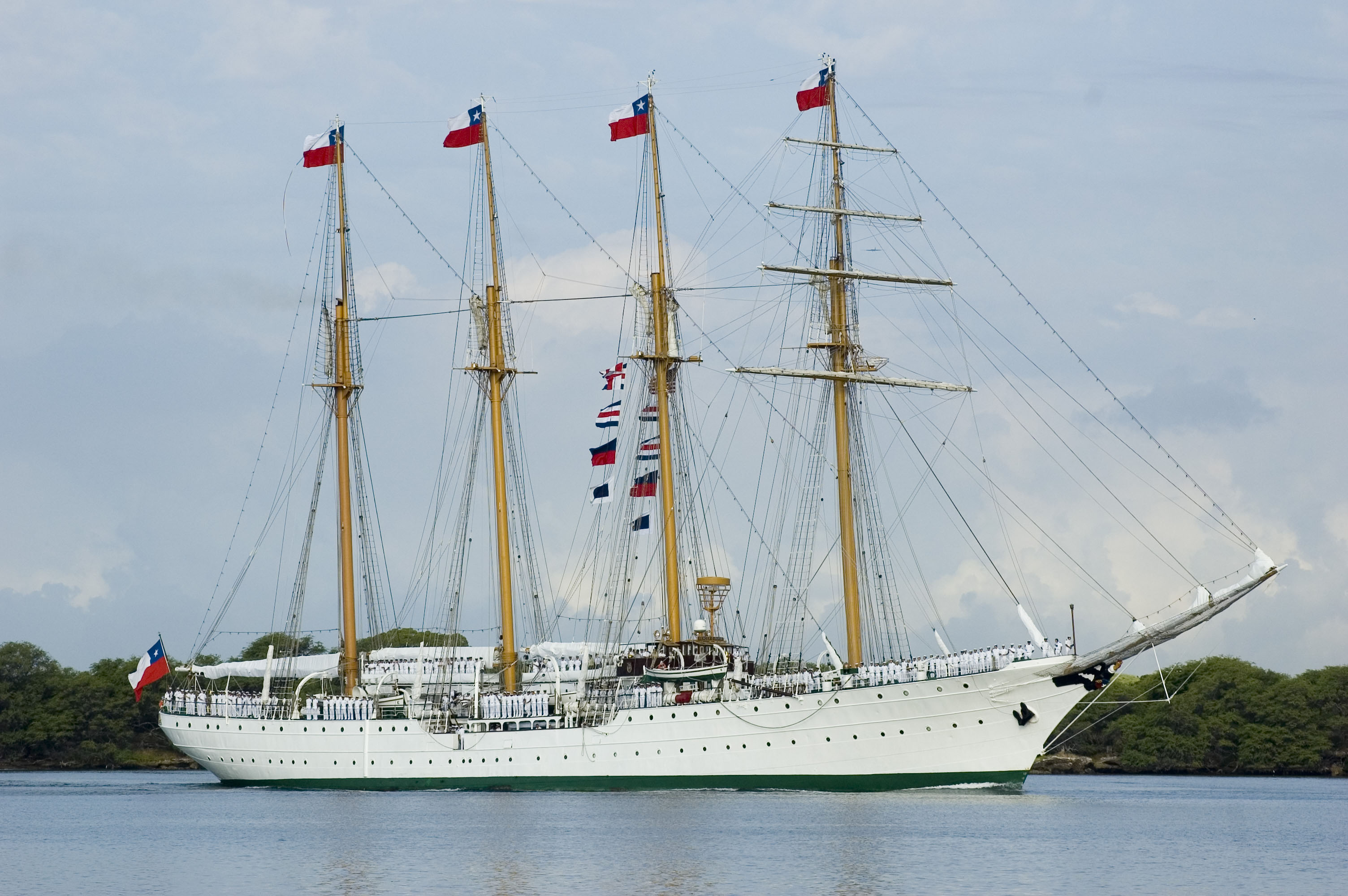
Buque Escuela Esmeralda, utilizado como centro de detención y torturas en 1973.

Ministros de gobierno y colaboradores cercanos al Presidente fueron detenidos y llevados a centros ilegales de detención. Inmediatamente al Golpe de Estado se declaró el toque de queda en todo el territorio nacional a partir de las 15:00 del 11 de septiembre de 1973. Se silenciaron todos los medios de comunicación favorables al gobierno de Allende, incluyendo las radios Portales, Magallanes y Corporación, y los diarios El Clarín, El Siglo, Puro Chile; varios de estos medios fueron allanados y sus prensas destruidas. En las zonas rurales se detuvo a muchos dirigentes de la Reforma Agraria, muchos de los cuales fueron ejecutados en el lugar de detención.
El 12 de septiembre, por medio del bando militar N.° 5, las Fuerzas Armadas y de Orden declararon unilateralmente un «estado de guerra interna» en Chile. Se declararon ilegales y proscritos los partidos Comunista, Socialista y las demás organizaciones de izquierda, mientras partidos de centro y derecha como los partidos Nacional, Demócrata Cristiano y Radical fueron suspendidos cuando se disolvió el Congreso Nacional. También fue disuelto el Tribunal Constitucional, los registros electorales fueron quemados y se ordenó el cese de funciones de alcaldes, regidores y rectores de las universidades públicas. Los militares llamaron a la población a denunciar a los líderes y adherentes de la Unidad Popular como «traidores a la Patria».
Se llamó a aquellos que tuvieran cargos y representatividades de grupos sociales a entregarse a las comisarías para regularizar su situación. Se detuvieron a miles de personas, muchas de las cuales fueron conducidas a diversos puntos como el Estadio Chile, el Estadio Nacional y el buque escuela Esmeralda, donde fueron detenidos y, en algunos casos, ejecutados, como fue el caso del cantautor Víctor Jara. Poblaciones como La Legua, La Victoria y La Bandera fueron allanadas y sus pobladores detenidos en masa.
Miles de personas fueron detenidas a lo largo de todo el país durante los primeros días de la dictadura, sin importar clase social, género, ocupación, estado civil o edad. El general Alberto Bachelet fue detenido, torturado y posteriormente asesinado a manos de sus propios compañeros, entre los que se encontraba Fernando Matthei. Según datos de Amnistía Internacional y la Comisión de Derechos Humanos de las Naciones Unidas a diciembre de 1973, por motivos políticos, habían sido detenidas cerca de 250 000 personas, es decir, el 2,7 % de la población chilena.
Ante la gran cantidad de denuncias y la inexistencia de instancias formales, en octubre de 1973 se crea el Comité de Cooperación para la Paz en Chile con la participación de las iglesias católica, luterana, ortodoxa y evangélica y la comunidad judía, para realizar una acción ecuménica de ayuda a las personas y familias afectadas.
En junio de 1974 la Junta Militar de Gobierno creó oficialmente la Dirección de Inteligencia Nacional (DINA), a cargo del coronel Manuel Contreras. El proyecto fue aprobado por la comunidad de inteligencia, con el voto en contra del jefe de Inteligencia de Carabineros de la época, general Germán Campos Vásquez, quien desaprobó el proyecto porque creaba una entidad ajena a todo control institucional, a las órdenes y mando directo del general Augusto Pinochet.

## Violaciones de derechos humanos como política de Estado
Las violaciones de los derechos humanos fueron una práctica sistemática durante la dictadura militar, la cual fue posible dada la concentración de distintos poderes del Estado en manos de la Junta Militar de Gobierno, la renuncia del poder judicial a algunas de sus funciones, a la creación de organismos de inteligencia (DINA y CNI) y a la ausencia de libertad de prensa. De acuerdo a la Comisión Valech:

... la prisión política y la tortura constituyeron una política de estado del Régimen Militar, definida e impulsada por las autoridades políticas de la época, el que para su diseño y ejecución movilizó personal y recursos de diversos organismos públicos, y dictó decretos leyes y luego leyes que ampararon tales conductas represivas. Y en esto contó con el apoyo, explícito algunas veces y casi siempre implícito, del único Poder del Estado que no fue parte integrante de ese régimen: la judicatura.
Síntesis del Informe Valech, pág. 12

### Organismos represivos

#### Dirección de Inteligencia Nacional (DINA)

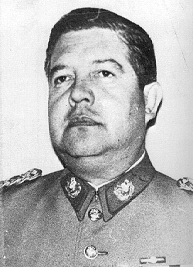
Manuel Contreras, director de la DINA

La DINA (Dirección de Inteligencia Nacional) fue la policía secreta durante la dictadura militar del general Augusto Pinochet entre 1974 y 1977. Fue creada a través del Decreto Ley 521 del 14 de junio de 1974, aunque ya funcionaba de facto desde octubre de 1973. Dirigida por el coronel Manuel Contreras, y tal como se indica en el artículo 1° del Decreto Ley 521, fue creada como: «(Un) organismo militar de carácter técnico profesional, dependiente directamente de la Junta de Gobierno y cuya misión será la de reunir toda la información a nivel nacional, proveniente de los diferentes campos de acción, con el propósito de producir la inteligencia que se requiera para la formulación de políticas, planificación y para la adopción de medidas que procuren el resguardo de la seguridad nacional y el desarrollo del país»; aunque para efectos prácticos, el objetivo del organismo fue la persecución, represión, detención,  tortura, asesinato y desaparición forzada de disidentes políticos a la dictadura.[cita requerida] A esta organización pertenecieron autores de la represión, tortura y muerte de personas calificadas como «subversivas», así como asesinos de figuras notables de la oposición a la dictadura en el exilio. La DINA fueron responsables de la mayor parte de los casos de asesinatos, tortura, secuestro y desaparición forzada de personas realizados durante la dictadura militar. Fue reemplazada en agosto de 1977 por la CNI (Central Nacional de Informaciones).
El Informe Hinchey señala que entre 1974 y 1977, la CIA mantuvo contacto regular pagado con el entonces director de la DINA. El gobierno de los Estados Unidos aprobó esta relación mercenaria con Contreras puesto que «dada su posición como jefe de la principal organización de inteligencia en Chile, era necesario para cumplir la misión de la CIA, a pesar de las preocupaciones de que esta relación pudiera exponer a la CIA a acusaciones de estar colaborando en la represión política interna».

#### Comando Conjunto
El Comando Conjunto fue una organización clandestina que operó entre 1975 y 1976, periodo en el cual secuestró, torturó e hizo desaparecer a decenas de personas, casi todas ellas dirigentes del Partido Comunista. Funcionó de facto —sin una formalización institucional como sí lo hizo la DINA— bajo el alero de la Dirección de Inteligencia (DIFA) de la FACh, pero también tuvo en sus filas a integrantes del Ejército, la Armada, Carabineros y civiles que habían pertenecido al grupo paramilitar de extrema derecha Patria y Libertad. Durante el tiempo que operó «compitió» con la DINA en el exterminio de la cúpula del PC. 
Fue disuelto en enero de 1977 como consecuencia de un fallido operativo ocurrido el 3 de noviembre del año anterior que terminó con el militante comunista Carlos Contreras Maluje detenido por agentes del Comando Conjunto en el centro de Santiago ante decenas de testigos, ya que la notoria detención permitió descubrir en las semanas siguientes la participación de la DIFA en el secuestro. La existencia del Comando Conjunto recién se conocería públicamente en 1984, gracias a la confesión de Andrés Valenzuela Morales, suboficial de la FACh y exagente de la organización.

#### Central Nacional de Informaciones (CNI)
La CNI fue creada por el Decreto Ley 1878 el 13 de agosto de 1977, luego de la disolución ese mismo año de su antecesora, la DINA, por múltiples conflictos internos de poder. A pesar de ser un organismo integrante de la Defensa Nacional, la CNI dependía directamente del Ministerio del Interior. Esta organización fue responsable de numerosos casos de infiltración política, asesinato, secuestro y tortura de personas, entre los que se destacan los asesinatos del dirigente sindical Tucapel Jiménez y del carpintero Juan Alegría Mundaca en 1982, y la Matanza de Corpus Christi en 1987. En 2019 se confirmó que esta organización participó directamente en el envenenamiento que habría ocasionado la muerte del expresidente de la República Eduardo Frei Montalva en 1982 [cita requerida]. Esto lo convierte en el primer magnicidio de la historia de Chile. Fue disuelta en febrero de 1990, poco antes del retorno a la democracia.

## Detenidos desaparecidos

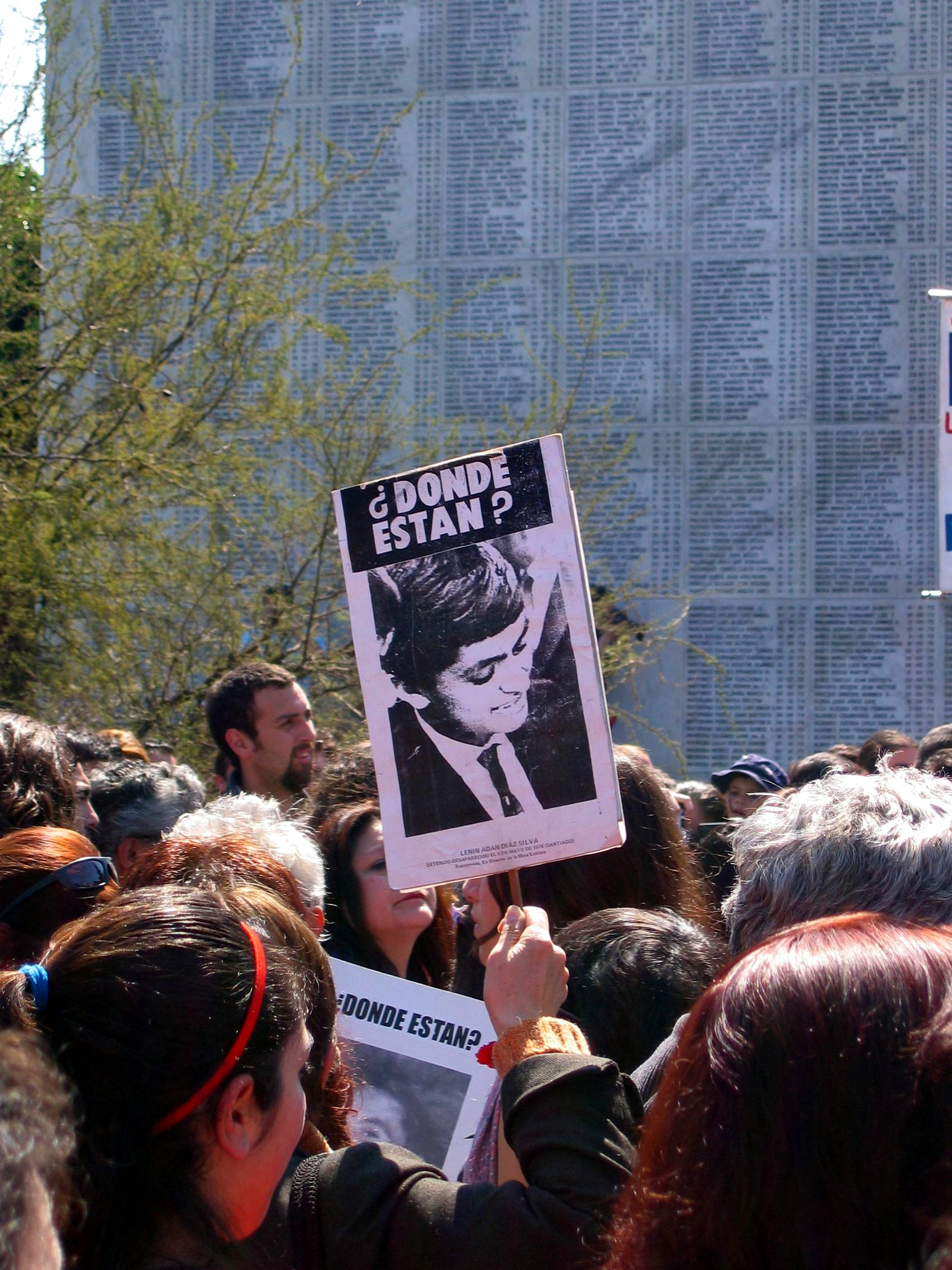
Manifestación en el Memorial del Detenido Desaparecido y del Ejecutado Político.

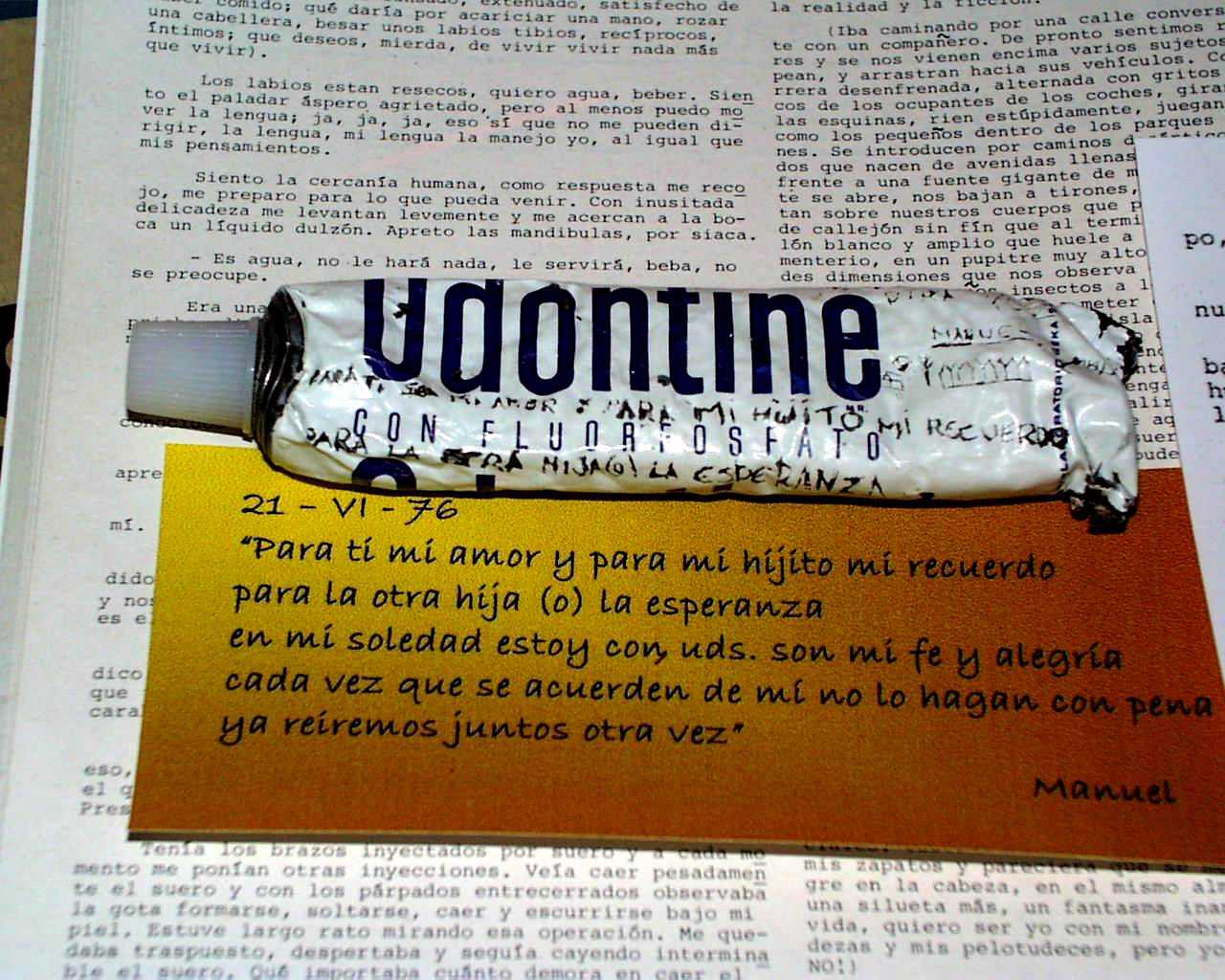
Carta desde prisión de Manuel Guerrero en 1976, detenido nuevamente años más tarde y degollado junto con José Manuel Parada y Santiago Nattino.

Desde el mismo día del golpe, las autoridades militares comenzaron una masiva detención de adherentes y autoridades del gobierno de la Unidad Popular. Algunos de estos detenidos fueron ejecutados para luego hacer desaparecer sus cuerpos. 
De acuerdo a la Comisión de Verdad y Reconciliación en Chile se practicaron dos mecanismos de desaparición forzada de personas.
Una que prevaleció en los meses inmediatamente posteriores al 11 de septiembre de 1973. Las detenciones fueron practicadas en distintos puntos del país, por diversas unidades de uniformados a veces acompañados de civiles. En el fondo, consistieron en una ejecución sumaria o asesinato de la víctima, disponiéndose luego del cadáver (por lo común lanzándolo a un río o enterrándolo clandestinamente) todo ello seguido de negación de los hechos o de la entrega de versiones falsas. La desaparición en estos casos es más bien un modo de ocultar o encubrir los crímenes cometidos, antes que el resultado de acciones sujetas a una coordinación central que tuvieran por objeto eliminar a categorías predeterminadas de personas.
La segunda forma de "desapariciones" fue practicada principalmente entre los años 1974 y 1977, siendo responsable principal, pero no única, la Dirección de Inteligencia Nacional (DINA). En el conjunto de esos casos sí ha podido convencerse la Comisión de que había detrás una voluntad de exterminio, dirigida sistemáticamente y por motivaciones políticas, en contra de ciertas categorías de personas.
En la actualidad el número de Detenidos Desaparecidos se estima en 1.248 personas, cuyos restos aún no han sido localizados, 127 de los cuales tenían ciudadanía extranjera, 79 eran mapuches y 54 eran menores de edad al momento de la detención. En 2001 el presidente Ricardo Lagos declaró que el gobierno hizo llegar a los tribunales 180 casos de detenidos desaparecidos, que fueron arrojados al mar, ríos, lagos, de los cuales 130 estarían perdidos parcialmente, los otros estarían en una fosa clandestina dentro de la capital.

## Comisiones oficiales

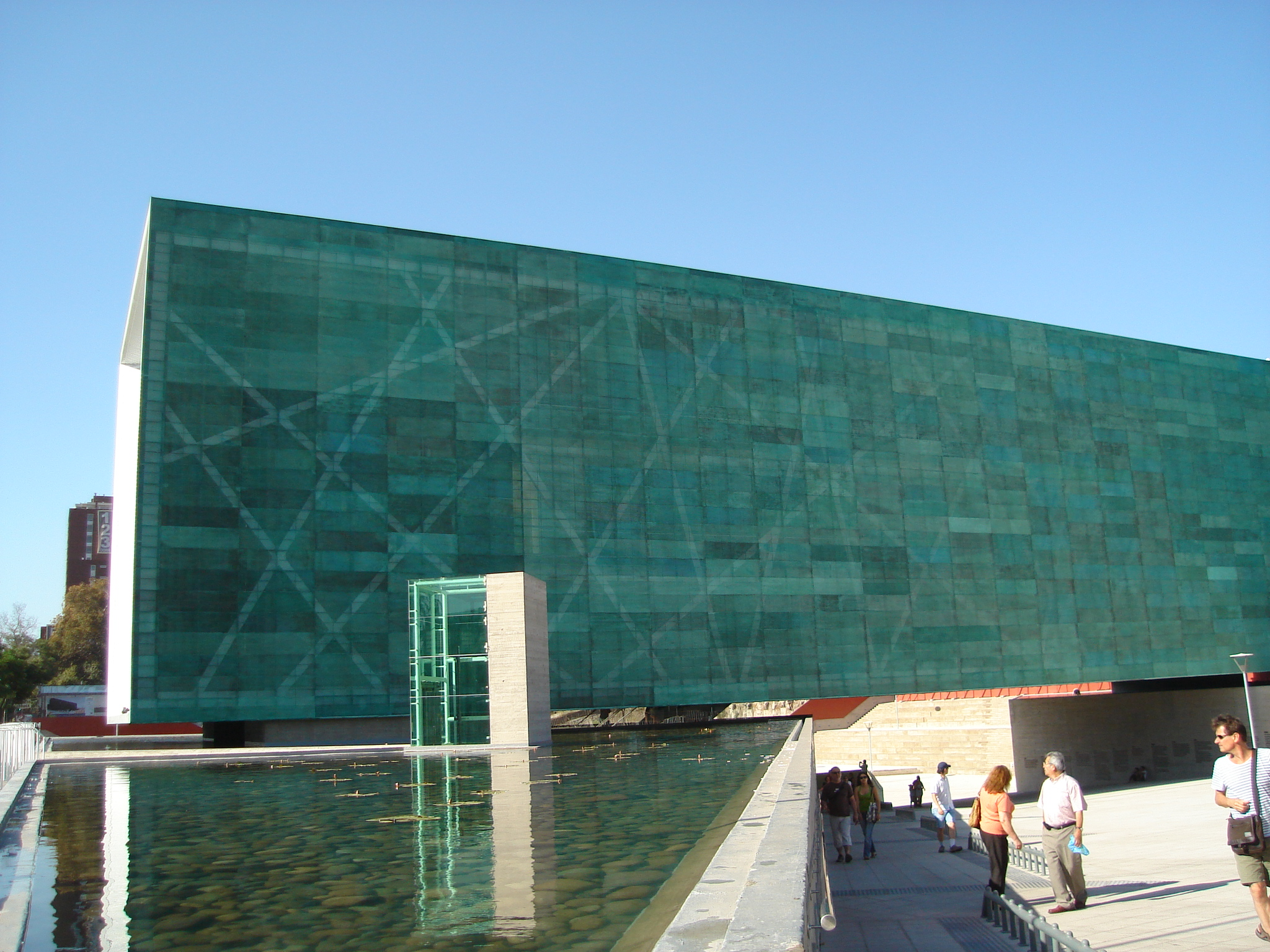
El Museo de la Memoria y los Derechos Humanos fue creado para recordar a las violaciones a los Derechos Humanos ocurridas durante la dictadura de Pinochet.

### Comisión Nacional de Verdad y Reconciliación - Informe Rettig
Bajo el primer gobierno de la transición, liderado por Patricio Aylwin, fue convocada la Comisión Nacional de Verdad y Reconciliación, para esclarecer el número de víctimas mortales de la dictadura, y el paradero de los detenidos desaparecidos. La Comisión, presidida por el abogado militante del Partido Radical, Raúl Rettig, y conocida por el apellido de este, evacuó el Informe Rettig en marzo de 1991. El día 4 del mismo mes en cadena nacional, el presidente Aylwin afirmó que el balance final del periodo examinado (11 de septiembre de 1973 a 11 de marzo de 1990) arroja 2.279 víctimas, de las cuales:
- 2.115 casos de víctimas de violaciones a los derechos humanos, y
- 164 casos de víctimas de violencia política.[11]

De estas: 
- 1.068 fueron calificados como «muertos por agentes del Estado o personas a su servicio»,
- 957 como «detenidos por agentes del Estado y desaparecidos», y
- 90 como «muertos por atentados cometidos por particulares bajo pretextos políticos», esto es, uniformados que fueron muertos por particulares.
- Además, la comisión conoció otros 641 casos «respecto de los cuales no pudo formarse convicción y considera necesaria que se continúe investigando».[12]

### Comisión Nacional de Verdad y Reconciliación Revisada - Informe Rettig II
Más tarde, las cifras del primer Informe fueron corregidas, estableciéndose que el total de víctimas fue de 2.298 personas, de las cuales:
- 2.130 casos de víctimas de violaciones a los derechos humanos, y
- 168 casos de víctimas de violencia política.[14]

De estas, se calificaron:
- 1.319 casos de víctimas muertas,
- 979 casos de víctimas desaparecidas, y[15]
- 634 otros casos, respecto de los cuales la Comisión no pudo formarse convicción.[16]

### Corporación Nacional de Reparación y Reconciliación - Informe CNRR
La Ley 19.123 del 8 de febrero de 1992 creó la Corporación Nacional de Reparación y Reconciliación y le encomendó calificar la posible condición de víctimas de aquellas personas respecto de las cuales a la Comisión Nacional de Verdad y Reconciliación (Comisión Rettig) no le fue posible formarse convicción o cuyos casos no alcanzó a examinar por falta de antecedentes suficientes.
Los resultados del trabajo de la Corporación Nacional de Reparación y Reconciliación quedaron plasmados en el Informe sobre Calificación de Víctimas de Violaciones de Derechos Humanos y de la Violencia Política, emitido en 1996.
Esta comisión recibió 1.200 denuncias, de las cuales 899 fueron casos calificados para la comisión, de las cuales:
- 644 casos de víctimas de violaciones a los derechos humanos, y
- 255 casos de víctimas de violencia política.

De estas, se calificaron:
- 776 casos de víctimas muertas, y
- 123 casos de víctimas desaparecidas.

A la fecha de emisión de este informe, se contabilizó un total de 3.197 víctimas. 

### Comisión Nacional sobre Prisión Política y Tortura - Comisión Valech
La Comisión Nacional sobre Prisión Política y Tortura (Comisión Valech) recibió 36.035 testimonios. Su informe, entregado en noviembre de 2004, reconoció a 27.255 personas como víctimas de prisión política y tortura durante la dictadura militar.
En su etapa de reconsideración, entre noviembre de 2004 y mayo de 2005, la comisión reconoció otros 1.204 casos, correspondientes a declarantes que adjuntaron nuevos antecedentes a sus presentaciones originales. El total de casos calificados por la Comisión Valech fue de 28.459.
Se determinó en 2004 que de 34.690 víctimas de prisión política, 28.459 sufrieron torturas y apremios ilegítimos, de los cuales 1.244 tenían menos de 18 años (fueron torturados 176 niños menores de 13 años), 3.621 eran mujeres, de las cuales alrededor de 3.400 fueron abusadas y violadas por sus captores.

### Comisión Nacional sobre Prisión Política y Tortura Revisada - Comisión Valech II
La Comisión Valech fue revisada y una segunda versión fue entregada. Para llevar adelante su trabajo, la Comisión utilizó las bases de datos construidas durante el funcionamiento de la Comisión Valech, complementándolas de modo permanente con información de prensa, documentación legal, publicaciones sobre los casos y situaciones relacionadas recabadas por esta Comisión.
Entre febrero y agosto de 2010, la Comisión Valech II recibió 32.453 casos, de los cuales 622 casos fueron de detenidos desaparecidos y ejecutados políticos (casos Rettig) y 31.831 casos fueron de prisión política y tortura (casos Valech). 
De este total, 9.825 fueron casos de víctimas calificadas para la comisión, de las cuales: 
- 30 casos de víctimas de detenidos desaparecidos y ejecutados políticos (casos Rettig), y
- 9.795 casos de víctimas de prisión política y tortura, sin resultado de muerte (casos Valech).[19]

## Número de víctimas

### Cifras oficiales

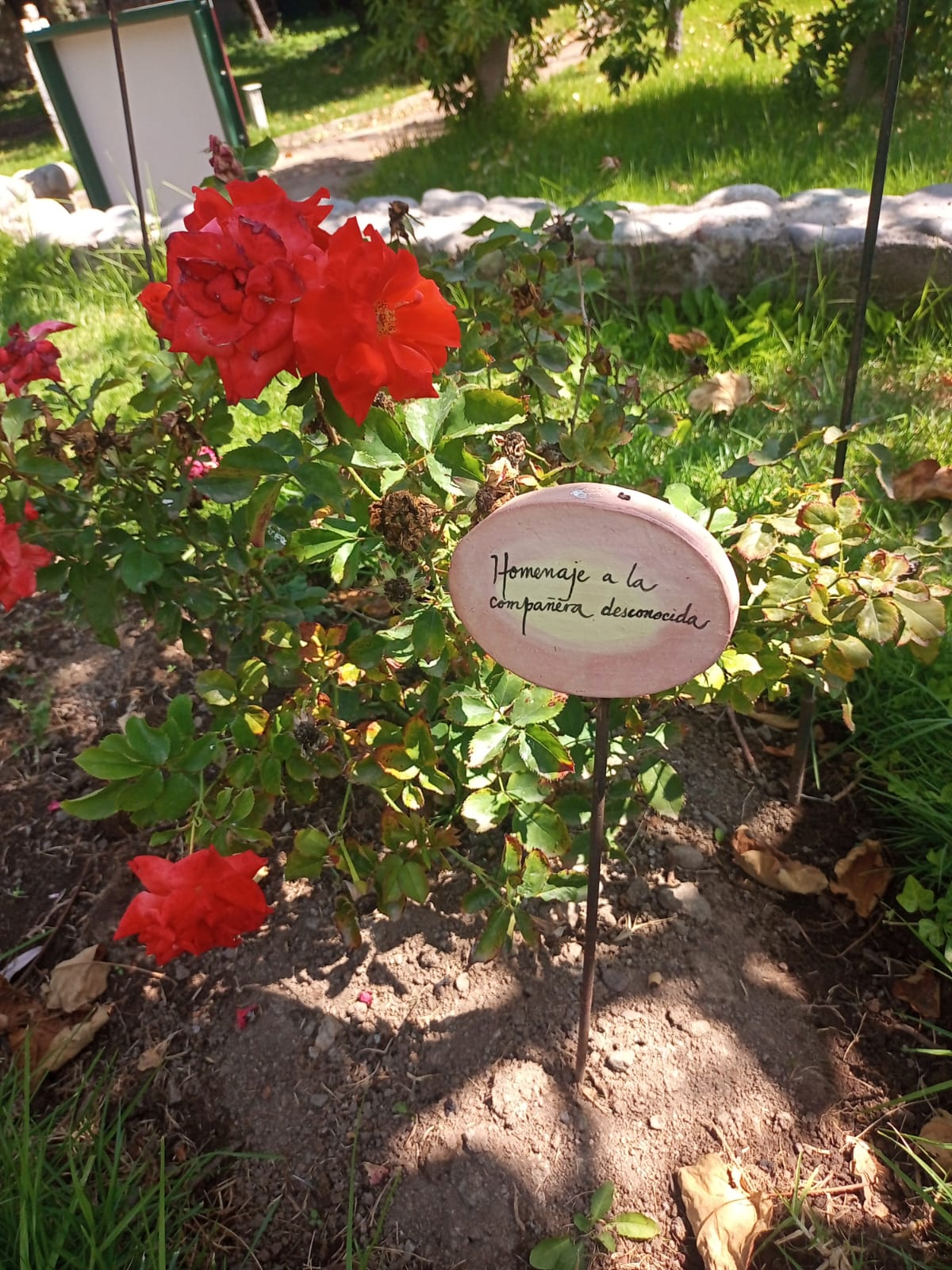
Homenaje a la Compañera Desconocida, en Parque por la Paz Villa Grimaldi

De esta manera, al agregar las cifras de la Comisión Nacional de Verdad y Reconciliación (Comisión Rettig II), la Corporación Nacional de Reparación y Reconciliación, y la Comisión Nacional sobre Política y Tortura Revisada (Comisión Valech II, Casos Rettig) el resultado es de 3227 víctimas (muertos o detenidos desaparecidos), con el siguiente desglose
- Informe Rettig, 2298 víctimas:
  - 2130 casos de víctimas de violaciones a los derechos humanos, y
  - 168 casos de víctimas de violencia política.
- Comisión Valech, 30 víctimas:
  - 30 casos de víctimas de violaciones a los derechos humanos.
- Informe CNRR, 899 víctimas:
  - 644 casos de víctimas de violaciones a los derechos humanos, y
  - 255 casos de víctimas de violencia política.
- Total final, 3227 víctimas:
  - 2804 casos de víctimas de violaciones a los derechos humanos, y
  - 423 casos de víctimas de violencia política.

Finalmente, los casos de víctimas de muertos y desaparecidos quedan con el siguiente desglose:
- Informe Rettig, 2298 víctimas:
  - 1319 casos de víctimas muertas,
  - 979 casos de víctimas desaparecidas,
- Comisión Valech, 30 víctimas:
  - 30 casos de víctimas muertas o desaparecidas (se consideran como muertas para fines del cálculo).
- Informe CNRR, 899 víctimas:
  - 776 casos de víctimas muertas, y
  - 123 casos de víctimas desaparecidas.
- Total final, 3227 víctimas:
  - 2125 casos de víctimas muertas, y
  - 1102 casos de víctimas desaparecidas.

### Otras estimaciones
Según muchos autores,[¿quién?] la cifra de muertos bajo la dictadura militar de Pinochet varía mucho. En México, por ejemplo, la revista Proceso declaró, sin fundar, que las muertes llegaban a 30 000 casos de víctimas muertas y otros desaparecidos.[cita requerida]
El escritor Rudolph Rummer estimó la misma cifra de casos de víctimas muertas. Según él, el máximo y mínimo sería de 30 000 y 10 000 bajas, respectivamente, del mismo modo declaró que el estado había matado a 3000 mineros chilenos.

## Víctimas notables
Entre los miles de víctimas de violaciones de los derechos humanos en Chile, se encuentran varios diputados, senadores, ministros de Estado, rectores de universidades, alcaldes y miembros de las Fuerzas Armadas. También se encuentran intendentes, funcionarios públicos, periodistas, profesores, académicos, sacerdotes, dirigentes sindicales, sociales y políticos, artistas, estudiantes, agricultores, dueñas de casa, profesionales, obreros, indígenas, etc.
Entre todos ellos se pueden listar a los siguientes:
- Luis Acevedo Andrade: exalcalde de Coelemu, DD.DD.
- Clodomiro Almeyda: exministro de Defensa, prisionero político.
- Joan Alsina: sacerdote español, ejecutado.
- Fernando Álvarez Castillo: exintendente de Concepción, torturado y asesinado.
- Ernesto Araneda: exsenador del Partido Comunista por Biobío, torturado.
- Bernardo Araya Zuleta: exdiputado del Partido Comunista por Santiago, DD.DD.
- Vicente Atencio Cortés: exdiputado del Partido Comunista por Arica, ejecutado.
- Alberto Bachelet: general de la FACH, torturado y asesinado.
- Michelle Bachelet Jeria: presidenta de la República, prisionera política.
- Carlos Berger Guralnic: abogado y periodista, ejecutado.
- Sergio Bitar: exministro de Obras Públicas, prisionero político.
- Patricio Bustos: director del Servicio Médico Legal, torturado.
- Manuel Bustos Huerta, presidente de la CUT, prisionero político.
- Orlando Cantuarias: exministro de Minería, prisionero político.
- José Carrasco Tapia: periodista, ejecutado.
- Arturo Carvajal: exdiputado del Partido Comunista por Arica, torturado.
- Germán Castro: exintendente de Talca, ejecutado.
- Luis Corvalán: exsenador del Partido Comunista, prisionero político.
- Edgardo Enríquez: exrector de la Universidad de Concepción, prisionero político.
- Miguel Enríquez: médico y líder del MIR, ejecutado.
- Luis Espinoza Villalobos: exdiputado del Partido Socialista por Puerto Varas, ejecutado.
- Fernando Flores Labra: exsenador del MAPU, prisionero político.
- Pablo Gac: exalcalde de Quillota, DD.DD.
- Domingo Acevedo Núñez: afiliado al Partido Socialista y al Partido Comunista.[24]
- Luis Godoy Gómez: exsenador del Partido Comunista, torturado.
- Hernán Henríquez Aravena: médico, jefe del Servicio Nacional de Salud de Malleco y Cautín, asesinado.
- Pedro Hidalgo Ramírez: exministro de Agricultura, torturado.
- Charles Horman: periodista estadounidense, ejecutado.
- Claudio Huepe: exdiputado de la Democracia Cristiana, prisionero político.
- Elias Jana Santibáñez: exalcalde de Cañete, asesinado.
- Víctor Jara: Músico y cantautor, ejecutado.
- André Jarlan: sacerdote francés, asesinado.
- Tucapel Jiménez: dirigente sindical, asesinado.
- Enrique Kirberg: rector de la Universidad Técnica del Estado, prisionero político.
- Gloria Laso: actriz, torturada.
- Miguel Lawner: director de la Corporación de Mejoramiento Urbano, prisionero político.
- Hugo Lepe: exjugador de fútbol profesional, militante del Partido Socialista, prisionero político.
- Orlando Letelier: exministro de Relaciones Exteriores de Chile, asesinado.
- Antonio Llidó Mengual: sacerdote español, DD.DD.
- Gastón Lobos Barrientos: exdiputado del Partido Radical, DD.DD.
- Carlos Lorca: exdiputado del Partido Socialista, DD.DD.
- Mario Martínez: secretario general de FEUSACH, demócratacristiano. Asesinado.
- Carlos Matus: exministro de Economía, prisionero político.
- Hugo Medina: actor de teatro, torturado.
- Gregorio Mimica Argote: dirigente estudiantil de la UTE, detenido desaparecido (1973). Cadáver identificado en 2011.
- Carlos Montes Cisternas: senador del Partido Socialista, prisionero político.
- Mario Moreno Burgos: exfutbolista, prisionero político.
- José Manuel Parada Maluenda: sociólogo y profesor, asesinado.
- Ángel Parra: Cantante y escritor, prisionero político.
- Jorge Peña Hen: músico y compositor, asesinado.
- Cecilia Bojanic: secretaria.
- Muriel Dockendorff: estudiante de economía de la Universidad de Concepción.
- Arturo Pérez Palavecino: exdiputado del Partido Socialista, prisionero político.
- Carlos Prats: general del Ejército de Chile (excomandante en jefe del ejército), asesinado.
- Osvaldo Puccio: exministro Secretario General de Gobierno, prisionero político.
- Mario Riquelme Muñoz: exdiputado del Partido Comunista por Antofagasta, prisionero político.
- Marcelo Romo: actor de teatro y cine, torturado.
- Rodrigo Rojas De Negri: fotógrafo, asesinado.
- Coca Rudolphy: actriz, torturada.
- Eugenio Ruiz-Tagle Orrego: director de la Industria Nacional de Cemento, ejecutado.
- José Joaquín Valenzuela Levi: exlíder del FPMR, ejecutado.
- Gabriel Salazar: historiador, prisionero político.
- Carmelo Soria: diplomático español, ejecutado.
- Jorge Soria Quiroga: exalcalde de Iquique, prisionero político.
- José Tohá: exministro de Defensa, asesinado.
- Jaime Tohá: exintendente de la Región del Biobío, prisionero político.
- Hermanos Vergara Toledo: Militantes del MIR, asesinados.
- Sergio Vuskovic: exalcalde de Valparaíso, torturado.
- Miguel Woodward: sacerdote chileno-británico, torturado y asesinado.
- José Zalaquett: abogado, prisionero político.
- Óscar Bonilla: general del Ejericto, asesinado
- Jorge Navarrete: Humorista, animador de TV y sicólogo, prisionero político

## Métodos de tortura

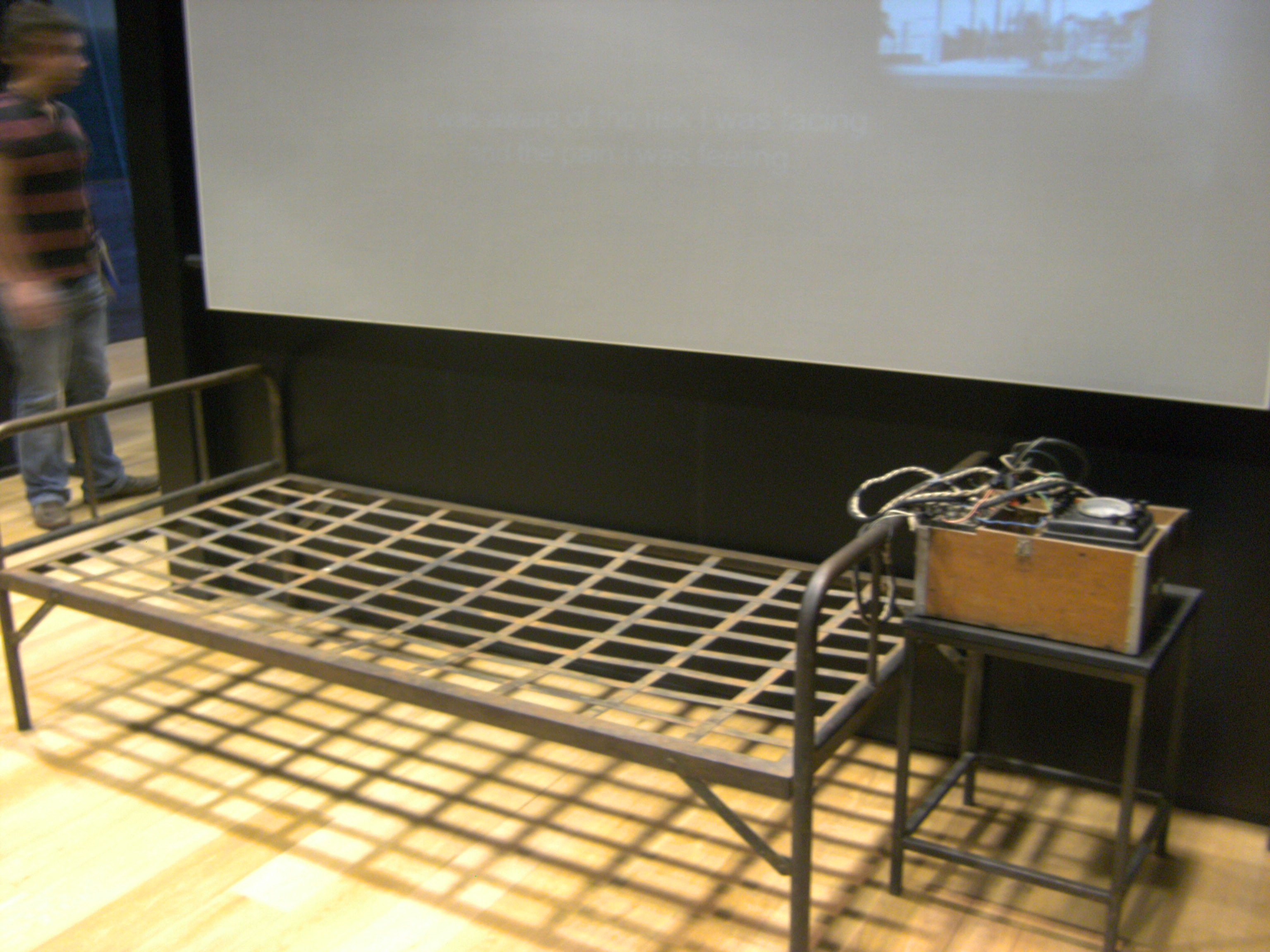
«Parrilla» o catre metálico donde se amarraba y torturaba con electricidad a los detenidos.

Durante los 17 años que duró la dictadura militar en Chile se hizo uso habitual de la tortura hacia los prisioneros políticos, como medio de conseguir información, someter psicológicamente y castigar a los prisioneros. Estas prácticas fueron llevadas a cabo por las Fuerzas Armadas y de Orden, y por los organismos de seguridad (DINA y CNI). De hecho, el 94 % de los exprisioneros entrevistados por la comisión Valech, señaló haber sufrido torturas por parte de sus captores.
Entre las torturas más comunes se cuentan:
1. Golpizas reiteradas: Uno de los métodos de tortura más comunes que aplicaba los organismos represivos, era el de propinar brutales y reiteradas golpizas a los detenidos, muchas veces estas palizas consistían en puñetazos, patadas, saltos sobre el estómago, golpes en la planta de los pies, etcétera.
2. Lesiones corporales provocadas: Los captores sometían a los prisioneros a cortes y fracturas con corvos, yataganes, alicates, cuchillos, etcétera. Cabe decir que hay testimonios por parte de ex víctimas de prisión política y torturas, que a los presos políticos más reacios a confesar eran recostados en el suelo mientras un vehículo pasaba por encima de sus piernas rompiéndolas al instante.
3. Colgamientos: suspensión de las extremidades por varias horas e incluso jornadas enteras, generándose así cuadros de dislocaciones, fracturas, Entumecimiento y múltiples secuelas físicas a raíz de dicho vejamen.
4. Aplicación de electricidad: más conocido como la parrilla, que consistía en maniatar a las víctimas en una camilla metálica mientras se le insertaban electrodos en los testículos a los varones, mientras que a las mujeres se le insertaban en los labios vaginales, clítoris y/o pezones, aunque también se podía aplicar electricidad en la dentadura, orejas y/o labios.
5. Amenazas y tortura psicológica contra detenidos y sus cercanos: era usual que durante los interrogatorios los agentes represivos amenazaran a los detenidos con asesinar, secuestrar y/o torturar a familiares, cónyuges y/o parejas, hijos, etcétera.
6. Simulacros de fusilamiento.
7. Humillaciones y vejámenes: para quebrar a las víctimas durante los interrogatorios se obligaba a los prisioneros a desnudarse frente a sus captores, a ser orinado por terceros, a ingerir excrementos o comida en descomposición, la prohibición estricta de asearse y diversos tipos de vejámenes que derrumbase la resistencia emocional de los presos políticos.
8. Desnudamientos: en muchos casos se les dejaba desnudo a la intemperie durante el día hasta provocar serias quemaduras por el sol, y enfriamientos por la noche.
9. Violaciones y abusos sexuales: Especialmente hacia las mujeres, muchas de ellas denuncian haber sido sometidas a tocaciones, amenazas de agresión sexual, y en los peores casos a violación (muchas veces de manera reiterada).
10. Confinamiento en condiciones infrahumanas: privación de alimentos y de condiciones dignas de vida (sanitarias e higiénicas), prohibición de asearse, etcétera.
11. Privación de sueño.
12. Privación de alimentos y líquidos: por extensos períodos de tiempo, llegando incluso algunos prisioneros a entrar en un estado de inanición o deshidratación que los llevaba al borde de la muerte.
13. Asfixia y/o ahogamiento : consistía en que durante los interrogatorios los detenidos eran sometidos al submarino seco, que es cuando al prisionero se le ponía una capucha o funda plástica que le impidiera respirar, y así empezaba a ahogarse, y la otra versión llamado submarino mojado, consistía en someter y maniatar al detenido e introducirle la cabeza en un tanque con agua sucia, orina entre otros líquidos y sustancias insalubres.

Además, se les hacía como presenciar fusilamientos, torturas y vejámenes de otros prisioneros o familiares.

En ese momento no sabía donde estaba. Nos llevaban en camiones frigoríficos, amarrados, vendados, con capuchas. Nos hacían bajar escalones y, a mí me dejaron en una celda. Los interrogatorios empezaban muy temprano... me golpearon y aplicaron todas las formas de tormento: Golpes, corriente eléctrica, quemaduras con cera, cigarrillos; en un brazo aún tengo las marcas. Les dije que estaba embarazada, pero la verdad a ellos no les importó, al contrario. Me golpeaban con una fusta en el bajo vientre, para que perdiera mi guagua. Al tercer o cuarto día, comenzaron a violarme... varias veces me violaron y aplicaron corriente en la parrilla eléctrica...
Testimonio de una prisionera política del Campo de Concentración "Tejas Verdes"

## Centros de detención

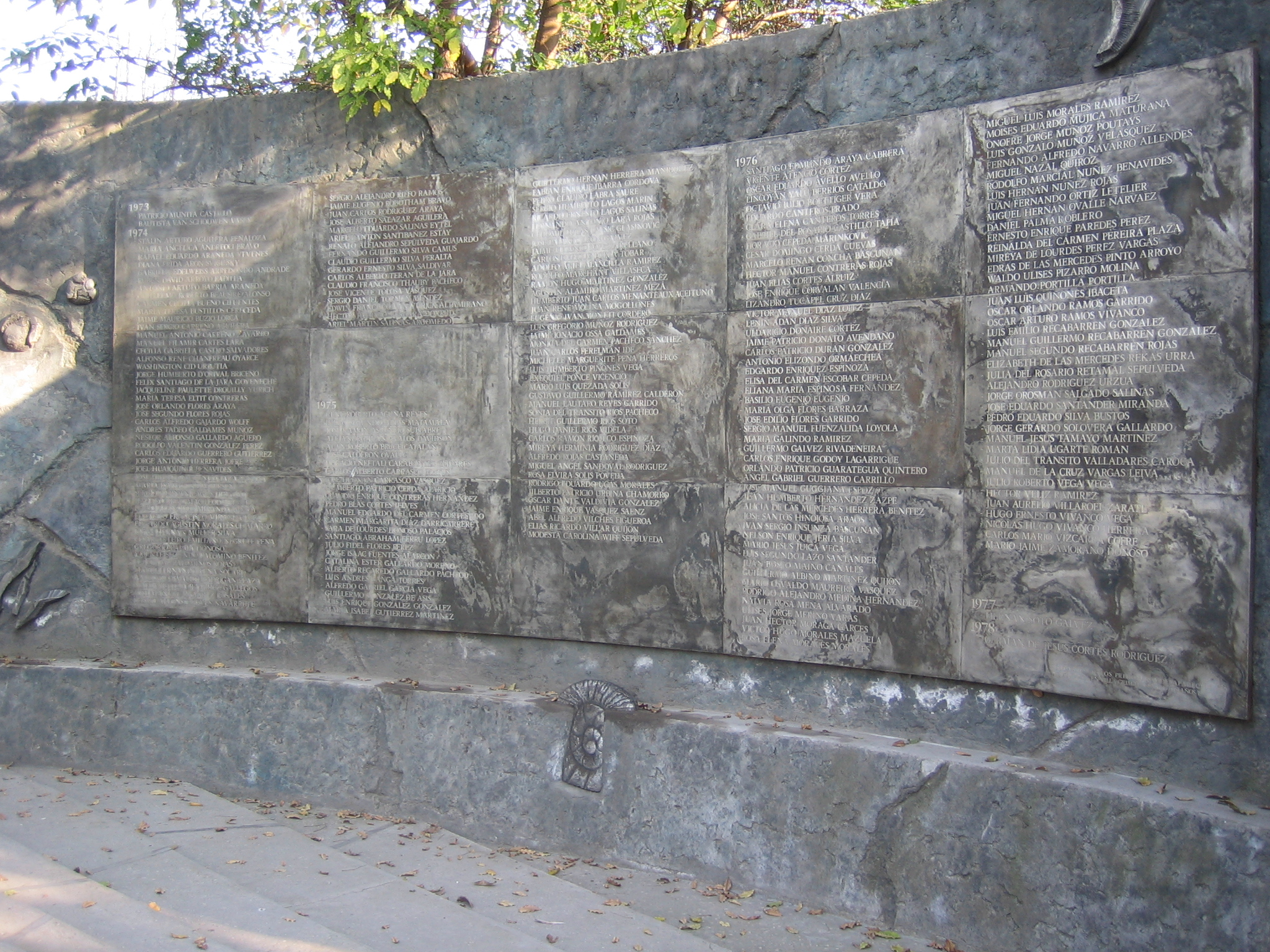
Memorial de víctimas de Villa Grimaldi.

Durante la dictadura se habilitó una extensa red de centros clandestinos de detención y tortura a lo largo de todo el país, identificándose 1168 centros de detención y tortura, 1132 de acuerdo a la Comisión Valech.
En muchos casos se utilizaron las propias instalaciones del Ejército, la Fuerza Aérea, la Armada (incluido el Buque Escuela Esmeralda y el Buque Lebu) y Carabineros de Chile. También se instalaron campos de concentración en oficinas salitreras (Oficina Chacabuco), en islas (como la isla Dawson o la Quiriquina) y en zonas aisladas; hasta se hizo uso de instalaciones deportivas, como el Estadio Nacional de Chile, el Estadio Chile o el Estadio Municipal de Concepción. En otros casos se habilitaron para estos efectos inmuebles particulares, como Villa Grimaldi, Venda Sexy o Londres 38, como cuarteles o prisiones clandestinas de los servicios de seguridad del régimen.

## Personas involucradas
Dado que las violaciones de los derechos humanos durante el Régimen Militar correspondían a una política de Estado, la cantidad de personas involucradas en estos actos como autores, cómplices o encubridores, es elevada. Si bien es difícil determinar su número, se estima que supera las varias centenas. De hecho, a la fecha, cerca de 500 militares y colaboradores de los servicios de seguridad de la dictadura de Pinochet han sido procesados por su presunta participación en estos crímenes, de los cuales al año 2010 unos 70 se encontraban cumpliendo condena. Entre los principales violadores de los derechos humanos se cuentan:
- Mario Acuña Riquelme[35]
- Guillermo Aldoney Hansen[36]
- Sergio Arellano Stark[37]
- Sergio Barra von Kutschmann[36]
- Krantz Bauer Donoso[38]
- Víctor Barría Barría[39]
- Alejandro Paulino Campos Rebhein
- Patricio Carranza Saavedra[40]
- Manuel Contreras Sepúlveda[41]
- Álvaro Corbalán Castilla[38]
- Patricio Díaz Araneda[42]
- Pedro Espinoza Bravo[41]
- Armando Fernández Larios[43]
- Carlos Forestier Haensgen[35]
- Gerardo Godoy García[44]
- Humberto Gordon Rubio[45]
- Carlos Herrera Jiménez[46]
- Raúl Iturriaga Neumann[41]
- Mario Jara Seguel[40]
- Mario Jahn Barrera[47]
- Miguel Krassnoff Martchenko[48]
- Claudio Kossiel Horning[40]
- Roberto Lawrence Mires[49]
- Juan Mackay Barriga[36]
- Jaime Garín Cea
- Manuel Manríquez Moyano
- Orlando Manzo Durán[41]
- Carlos Minoletti Arriagada
- David Miranda Monardes[40]
- Marcelo Moren Brito[37]
- Jorge Paredes Wetzer
- Alfonso Podlech Michaud[50]
- Iván Quiroz Ruiz[38]
- Eugenio Rivera Desgroux
- Osvaldo Romo Mena[41]
- Arturo Ureta Sire
- Jorge Vargas Bories[38]
- Christopher Willike Floel[41]
- Basclay Zapata Reyes[41]
- José Octavio Zara Holger[41]
- Ricardo Manríquez Pearson
- Hernán Brantes Martínez
- Cristián Labbé Galilea[51]

## Exilio

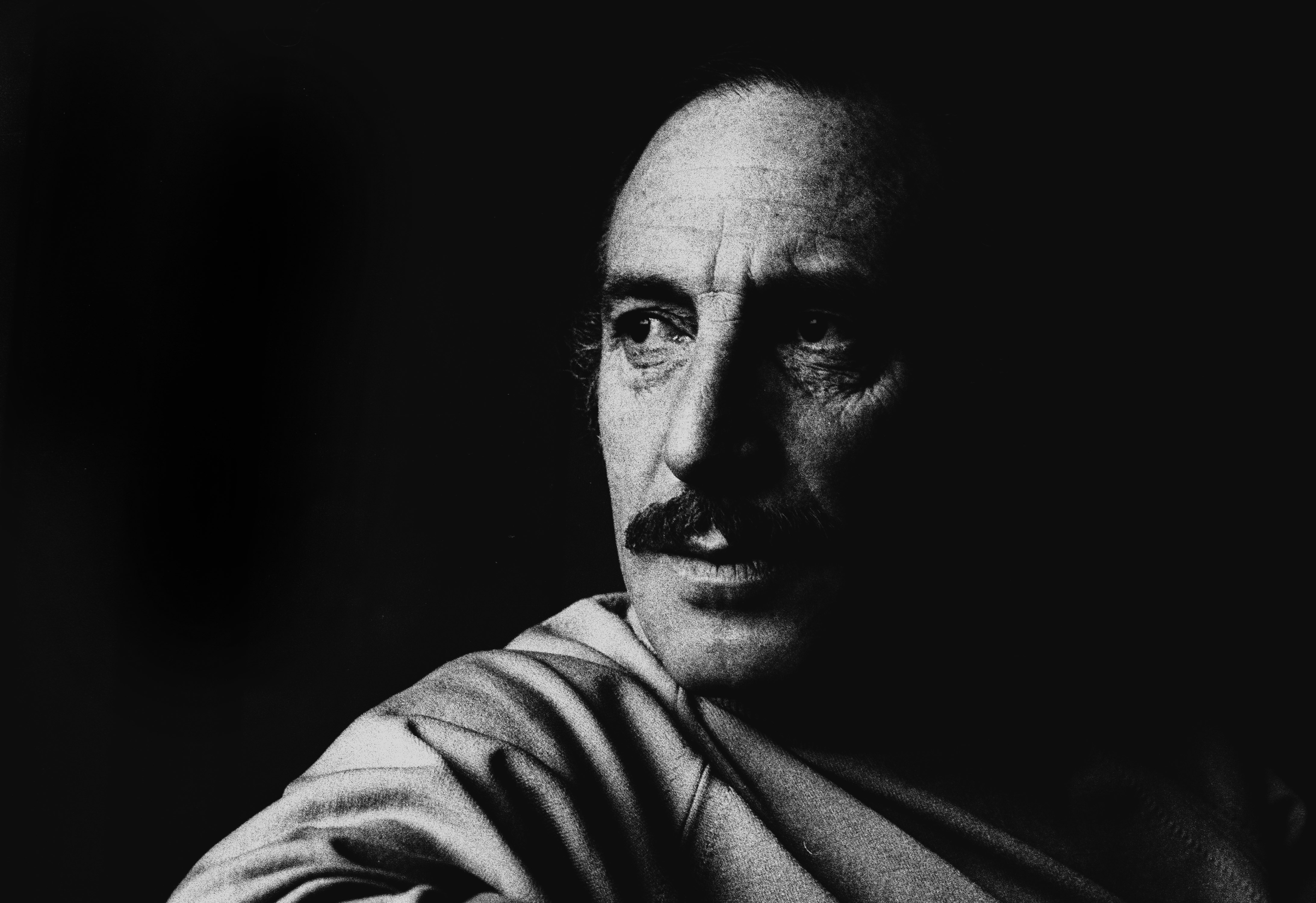
Orlando Letelier, uno de los funcionarios de más alto rango dentro del gobierno de Salvador Allende, se exilió en los Estados Unidos, siendo asesinado allí en 1976 por agentes de la dictadura chilena.

Una de las maneras más comunes que la dictadura militar efectuó para silenciar a la oposición política fue exiliar a todo aquel que presentara signos de oposición, además de exiliar a los opositores, se les negaba la ciudadanía chilena, situación que dificultaba los trámites para pedir asilo en otros países. Los destinos más usuales que decidieron tomar rumbo los chilenos exiliados fueron por lo general países socialistas tales como Cuba, la Unión Soviética entre otros países del bloque del este, sin embargo también hubo un número importante de chilenos que decidió emprender rumbo a países como Canadá, Suecia, la Alemania Occidental, etc.
Se llegó, incluso, a quitar la ciudadanía chilena a determinadas personalidades políticas, sindicales, parlamentarios, diplomáticos y militares, como por ejemplo: Orlando Letelier, Hugo Vigorena Ramírez, Volodia Teitelboim, Jaime Suárez Bastidas, Anselmo Sule, Ernesto Araneda Briones o Sergio Poblete (exgeneral la Fuerza Aérea).

"Se prohíbe el ingreso al territorio nacional de las personas nacionales o extranjeras, que... a juicio del Gobierno constituyan un peligro para el Estado...Tratándose de chilenos, el Ministerio del Interior dictará un Decreto Supremo prohibiendo su ingreso al país y la autoridad administrativa correspondiente ordenará la cancelación del pasaporte, en su caso.
Decreto Ley 604 del 10 de agosto de 1974

Es imposible de determinar la cantidad de gente que abandonó el país para escapar a la persecución política buscando refugio en el exterior, sin embargo, la Comisión Chilena de Derechos Humanos estimó su número en 200 000 en 1983. Uno de los países que mayor número de exiliados recibió fue Suecia, donde se refugiaron 15 000 chilenos. Entre los años 1982 y 1988, periódicamente, se publicaron listas de chilenos a quienes se les prohibía el ingreso al país. Del mismo modo, se les estampaba una «L» (limitación de ingreso) en el pasaporte cuando iban a renovar a los respectivos consulados.
Si bien, a comienzo de la década de 1980 comenzó a permitirse la entrada de pequeños grupos de exiliados (3542 entre 1982 y octubre de 1983), a raíz de las masivas protestas populares que se desencadenaron contra el Régimen Militar en 1983, se decretó el exilio de numerosas personas, en especial hacia países limítrofes, o bien, la relegación en zonas aisladas del país, como Putre, Chile Chico o Achao, en Chiloé.
El 1 de septiembre de 1988, por medio de un decreto del Ministerio del Interior se puso fin al exilio:

...Déjense sin efecto todos los decretos y decretos supremos exentos que, dictados en virtud de las atribuciones conferidas por el Artículo 41 N° 4 de la Constitución Política de la República disponen la prohibición de ingreso al territorio nacional de las personas que en ellos se mencionan...
Decreto 203

### Principales países que recibieron exiliados chilenos
América
- Argentina
- Bolivia
- Brasil
- Canadá
- Colombia
- Puerto Rico
- Costa Rica
- Cuba
- Ecuador
- Estados Unidos
- México
- Nicaragua
- Panamá
- Perú
- Uruguay
- Venezuela

Europa
- Alemania Federal
- Alemania Democrática
- Bélgica
- Bulgaria
- Checoslovaquia
- Dinamarca
- España
- Francia
- Holanda
- Noruega
- Hungría
- Reino Unido
- Italia
- Polonia
- Rumania
- Unión Soviética
- Suecia
- Suiza

Asia
- Israel
- Siria
- China
- Corea del Sur
- Vietnam
- India

África
- Angola
- Argelia
- Egipto
- Libia
- Mozambique
- Sudáfrica

Oceanía
- Australia
- Nueva Zelanda